# Torneo de Buenos Aires 2012
El Torneo ATP 250 de Buenos Aires de 2012 (conocido por motivos comerciales como Copa Claro 2012) es un evento de tenis perteneciente al ATP World Tour en la serie 250 de esa temporada. Se juega desde el día 18 hasta el 26 de febrero en el Buenos Aires Lawn Tennis, Argentina.

## Categorías

### Individual
David Ferrer derrotó a  Nicolás Almagro por 4-6, 6-3, 6-2.

### Dobles
David Marrero /  Fernando Verdasco derrotaron a  Michal Mertiňák /  Andre Sa por 6-4, 6-4.

## Premios

### Individuales
| Etapa                     | Puntos | Premio  |
| ------------------------- | ------ | ------- |
| Campeón                   | 250    | $82.900 |
| Finalista                 | 150    | $43.665 |
| Semifinales               | 90     | $23.650 |
| Cuartos de final          | 45     | $13.475 |
| 2ª ronda                  | 20     | $7.945  |
| 1ª ronda                  | 0      | $4.705  |
| Clasificados              | 12     | $4.705  |
| 3ª ronda de clasificación | 6      | $800    |
| 2ª ronda de clasificación | 0      | $380    |
| 1ª ronda de clasificación | 0      | -       |

### Dobles
| Etapa            | Puntos | Premio  |
| ---------------- | ------ | ------- |
| Campeón          | 250    | $26.550 |
| Finalista        | 150    | $13.960 |
| Semifinales      | 90     | $7.560  |
| Cuartos de final | 45     | $4.330  |
| 1ª ronda         | 0      | $2.530  |